# Stephanie Faracy
Stephanie Faracy (Brooklyn, 1º gennaio 1952) è un'attrice statunitense.

## Filmografia parziale

### Cinema
- Il paradiso può attendere (Heaven Can Wait), regia di Warren Beatty (1978)
- Appuntamento al buio (Blind Date), regia di Blake Edwards (1987)
- Non è stata una vacanza... è stata una guerra! (The Great Outdoors), regia di Howard Deutch (1988)
- Hocus Pocus, regia di Kenny Ortega (1993)
- Flightplan - Mistero in volo (Flightplan), regia di Robert Schwentke (2005)

### Televisione
- La signora in giallo (Murder, She Wrote) – serie TV, episodio 3x08 (1986)
- Tales of the City - miniserie TV, regia di Alastair Reid (1993)
- Will & Grace – serie TV, episodio 6x07 (2003)
- Grey's Anatomy – serie TV, episodio 3x04 (2006)
- E.R. - Medici in prima linea (ER) – serie TV, episodio 14x04 (2007)
- How I Met Your Mother - serie TV, episodio 3x11 (2009)
- Castle - serie TV, episodio 2x04 (2009)
- Desperate Housewives - I segreti di Wisteria Lane (Desperate Housewives) – serie TV, 2 episodi (2011)
- Devious Maids - Panni sporchi a Beverly Hills (Devious Maids) – serie TV, 7 episodi (2016)
- Sneaky Pete – serie TV, 3 episodi (2019)
- Uncoupled - serie TV, episodio 1x1 (2022)

## Doppiatrici italiane
Nelle versioni in italiano delle opere in cui ha recitato, Stephanie Faracy è stata doppiata da:
- Antonella Rinaldi in Natale in affitto, Desperate Housewives
- Giulia Franzoso in Magnum, P.I., La signora in giallo
- Mirta Pepe in Sneaky Pete, Uncoupled
- Aurora Cancian in Devious Maids - Panni sporchi a Beverly Hills
- Cinzia De Carolis in Non è stata una vacanza... è stata una guerra!
- Mariadele Cinquegrani in Sideways - In viaggio con Jack
- Antonella Alessandro in Mike & Dave: un matrimonio da sballo
- Anna Rita Pasanisi in Appuntamento al buio
- Angiola Baggi in Una famiglia tutto pepe
- Claudia Razzi in Hocus Pocus
- Tiziana Avarista in Frasier
- Cristina Dian in Grey's Anatomy
- Loredana Nicosia in How I Met Your Mother
- Antonella Baldini in Nobody Wants This